# Ravi Kumar Dahiya
Ravi Kumar Dahiya (Nahri, 12 de dezembro de 1997) é um lutador de estilo-livre indiano, medalhista olímpico.

## Carreira
Kumar Dahiya participou dos Jogos Olímpicos de Verão de 2020 em Tóquio, onde participou do confronto de peso pena, conquistando a medalha de prata após disputa contra o russo Zaur Uguev.